# ジョン・アップトン (初代テンプルトン子爵)
初代テンプルトン子爵ジョン・アップトン（英語: John Upton, 1st Viscount Templetown FSA、1771年11月8日 – 1846年9月21日）は、イギリスの政治家、アイルランド貴族。ホイッグ党に属し、1803年から1812年まで庶民院議員を務めた。

## 生涯
初代テンプルトン男爵クロットワーシー・アップトンと妻エリザベス・ボートン（Elizabeth Boughton、1823年9月没、シャックバラ・ボートンの娘）の息子として、1771年11月8日にジュネーヴで生まれた。1785年4月16日に父が死去すると、テンプルトン男爵位を継承した。1787年から1788年までイートン・カレッジで教育を受けた。アイルランド貴族院では1800年合同法に賛成したものの、爵位の昇叙は辞退した。1803年2月3日、ロンドン考古協会フェローに選出された。
妹の夫であるハーヴィー卿フレデリック・ハーヴィーはブリストル伯爵家の一員としてベリー・セント・エドマンズ選挙区に影響力を持ち、1803年に貴族院に移籍したとき後任にテンプルトン男爵を指名した。ベリー・セント・エドマンズではブリストル伯爵家とグラフトン公爵家が争っていたが、1802年に妥協が成立したこともあり、テンプルトン男爵は無投票で当選、以降1806年、1807年の総選挙でも無投票で再選した。議会で演説した記録はなく、1806年以前は採決で政府に反対した記録もなかった。しかしハーヴィー卿の姉の夫にあたるホークスベリー卿ロバート・ジェンキンソン（のちの第2代リヴァプール伯爵）はテンプルトン男爵の昇叙を推薦、テンプルトン男爵は1806年2月13日にアイルランド貴族であるアントリム県におけるテンプルトン子爵に叙された。
昇叙以降は概ねブリストル伯爵家の立場に従って投票し、第2次ポートランド公爵内閣、パーシヴァル内閣で野党の立場をとって投票した。1812年イギリス総選挙に出馬せずに議員を退任、以降は領地経営に専念した。連合王国貴族への叙爵を求めたこともあり、1831年に首相グレイ伯爵が認めたものの実現せず、1835年には首相メルバーン子爵に却下された。
1846年9月21日にアップトン城で死去、長男ヘンリー・モンタギューが爵位を継承した。

## 家族

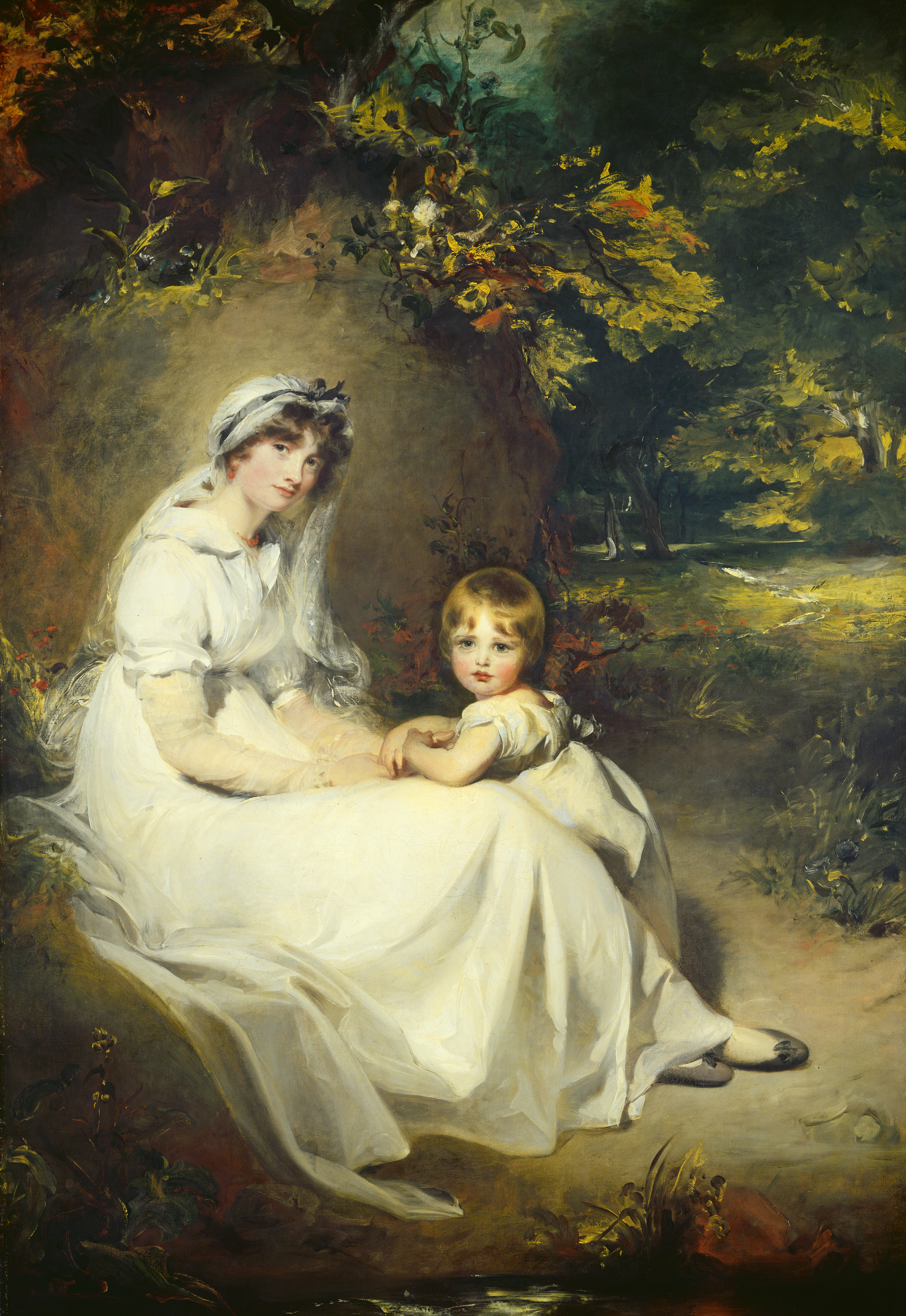
テンプルトン男爵夫人メアリーと長男ヘンリー。トーマス・ローレンス画、1802年。

1793年にプロイセン王フリードリヒ・ヴィルヘルム2世の庶出の娘リーツ氏（Rietz）と結婚したと報じられたが、誤報だった。
1796年10月7日、メアリー・モンタギュー（Mary Montagu、1774年2月27日 – 1824年10月4日、第5代サンドウィッチ伯爵ジョン・モンタギューの娘）と結婚、4男3女をもうけたが、うち2女が夭折した。
- キャサリン・エリザベス（1798年4月5日 – ?） - 夭折[5]
- ヘンリー・モンタギュー（1799年11月11日 – 1863年3月28日） - 第2代テンプルトン子爵[1]
- メアリー・ウィルヘルミナ（1801年6月19日 – 1876年3月20日） - 1831年8月18日、ジョン・イーデン・スパルディング（John Eden Spalding、1869年3月29日没）と結婚[5]
- ジョージ・フレデリック（英語版）（1802年8月5日 – 1890年1月4日） - 第3代テンプルトン子爵[1]
- アーサー（1807年1月15日 – 1883年4月23日） - 1866年7月17日、エリザベス・フレデリカ・ブレイク（Elizabeth Frederica Blake、1902年7月8日没、第3代ウォールズコート男爵ジョセフ・ブレイク（英語版）の娘）と結婚[6]
- 女児（1810年10月14日 – ?） - 早世[5]
- エドワード・ジョン（1816年9月18日 – 1855年3月14日） - 1843年10月14日、スーザン・ムーア・マディー（Susan Moore Maddy、1866年7月11日没、ジョン・マディーの娘）と結婚、1男をもうけた。第4代テンプルトン子爵ヘンリー・アップトンの父[5]